# Scoreturen
Scoreturen er en britisk teenage komediefilm fra 2011, baseret E4 sitcom The Inbetweeners, skrevet af serieskaberne Damon Beesley og Iain Morris og instrueret af Ben Palmer. Filmen følger en gruppe teenage-venner på ferie på Kreta efter slutningen på deres sidste år i gymnasiet og skulle fingere som en slutning på tv-serien. I hovedrollerne ses Simon Bird, Joe Thomas, James Buckley og Blake Harrison.

## Medvirkende
- Simon Bird som Will McKenzie
- James Buckley som Jay Cartwright
- Blake Harrison som Neil Sutherland
- Joe Thomsom som Simon Cooper
- Emily Head som Carli D'Amato
- Laura Haddock som Alison
- Tamla Kari som Lucy
- Jessica Knappett som Lisa
- Lydia Rose Bewley som Jane
- Theo James som James
- Theo Barklem-Biggs som Richard
- Anthony Head som Mr. McKenzie
- Belinda Stewart-Wilson som Polly McKenzie
- Martin Trenaman som Alan Cooper
- Robin Weaver som Pamela Cooper
- David Schaal som Terry Cartwright
- Victoria Willing som Mrs Cartwright
- Alex MacQueen som Kevin Sutherland
- Greg Davies som Mr. Gilbert
- Henry Lloyd-Hughes som Mark Donovan
- Lauren O'Rourke som Nicole
- David Avery som Nicos
- Storme Toolis som mands datter i kørestol